# Iablunivka, Hust
Iablunivka (în ucraineană Яблунівка) este un sat în așezarea urbană Vășcova din raionul Hust, regiunea Transcarpatia, Ucraina.

## Demografie
Componența lingvistică a localității Iablunivka
     Ucraineană (98,55%)
     Alte limbi (1,38%)
Conform recensământului din 2001, majoritatea populației localității Iablunivka era vorbitoare de ucraineană (98,55%), existând în minoritate și vorbitori de alte limbi.